# Tamazula de Victoria
Tamazula de Victoria è una piccola città, sede del comune di Tamazula nello stato messicano di Durango, nei pressi delle montagne della Sierra Madre Occidentale. La città si trova circa a 1,5 ore a est di Culiacán. Il primo presidente del Messico, è nato lì, da cui il nome. Il suo nome ufficiale è Tamazula de Victoria.